# Windows XP Professional x64 Edition
Windows XP Professional x64 Edition (внутрішня версія — Windows NT 5.2) — операційна система сімейства Windows NT корпорації Microsoft випущена 25 квітня 2005 року, як версія Windows XP для персональних комп'ютерів з архітектурою мікропроцесорів x86-64.
Основною перевагою переходу на 64-розрядну версію є збільшення максимально виділеної оперативної пам'яті в системі. 32-розрядні версії Windows XP обмежені підтримкою 4 гігабайт оперативної пам'яті. Теоретичне обмеження оперативної пам'яті 64-розрядного комп'ютера становить близько 16 ексабайт (17,1 мільярда гігабайтів), а Windows XP x64 обмежується 128 ГБ фізичної пам'яті та 16 терабайт віртуальної пам'яті.
Windows XP Professional x64 Edition використовує те саме ядро та базовий код, що і Windows Server 2003, і вони мають однаковий пакет оновлень. Однак Windows XP Professional x64 Edition має клієнтські функції Windows XP 32-бітної версії, такі як відновлення системи, Windows Messenger, швидке перемикання користувачів, екран привітання, центр безпеки та ігри, яких у Windows Server 2003 немає.
Основна підтримка закінчилась 14 квітня 2009 року, розширена — 8 квітня 2014 року.